# Van Grotenhuis

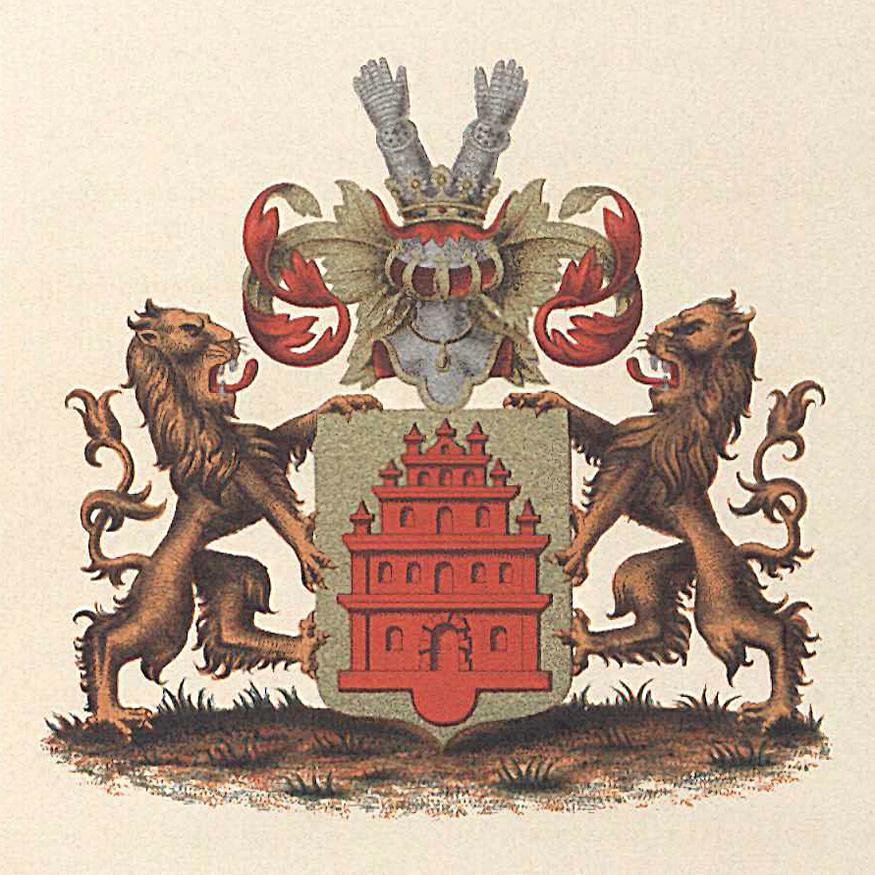
Wapen van Grotenhuis

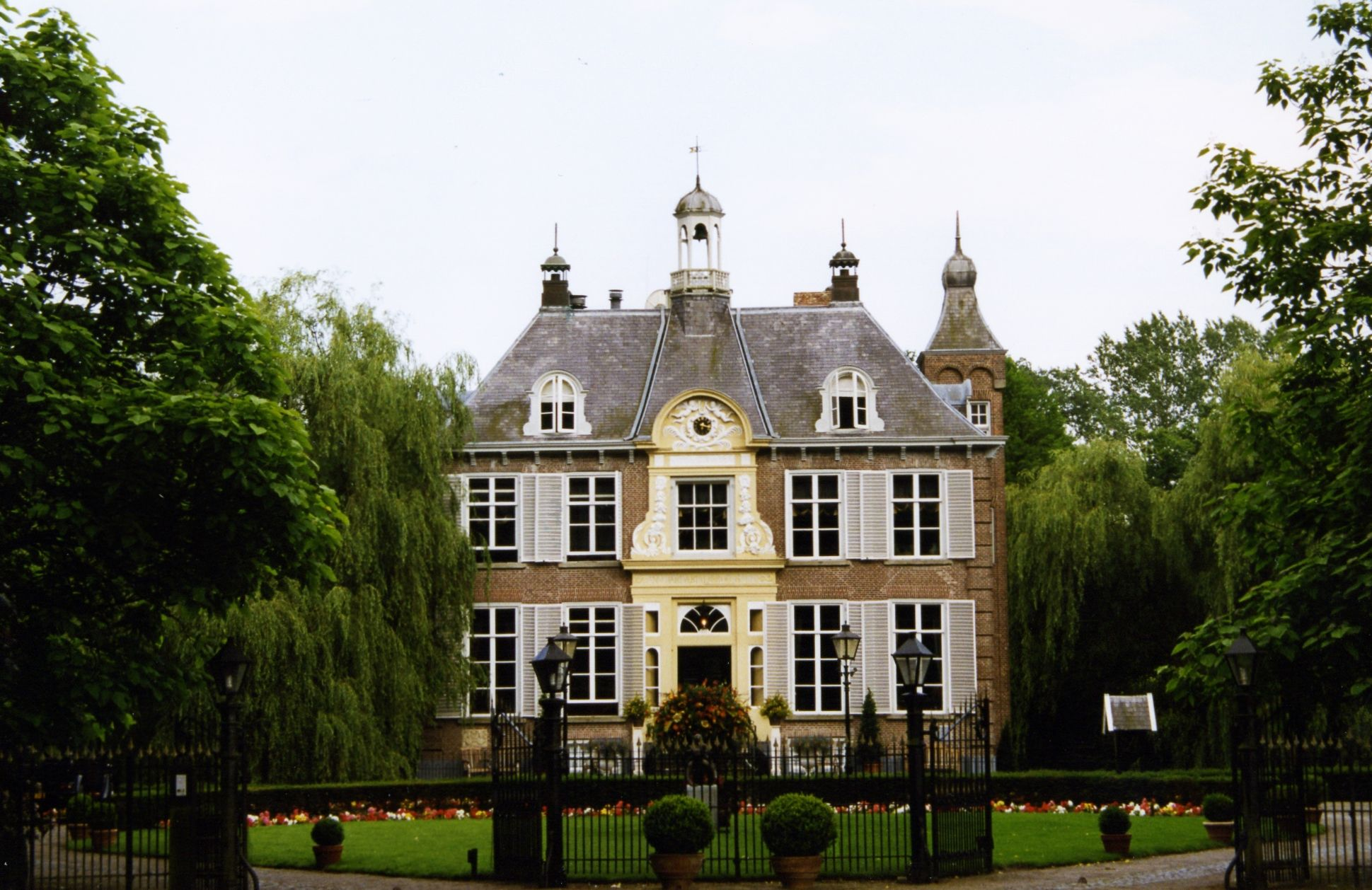
Huis Onstein in Vorden

Van Grotenhuis (ook: Van Grotenhuis van Onstein) is een geslacht waarvan leden sinds 1815 tot de Nederlandse adel behoren.

## Geschiedenis
De stamreeks begint met Wigbold ten Grotenhuis die van 1463 tot 1482 burgemeester van Oldenzaal was. Zijn nazaten Jobst von Groetenhauss suf Vehenhausz en zijn broeder Gerhard werden bij diploma van keizer Ferdinand III van 7 april 1653 verheven in de adel van het Heilige Roomse Rijk. In 1812 werd Ernestus Jodocus Rudolphus van Grotenhuis (1775-1847) met zijn zoon Balthasar Georgius Josephus Gerardus Ferdinandus door de Conseil du Sceau (voorloper van de Hoge Raad van Adel) geautoriseerd tot het aanvragen van een keizerlijke titel. De eerste werd bij Souverein Besluit van 28 maart 1815, nr. 65, benoemd in de ridderschap van Gelderland waardoor hij en zijn nakomelingen gingen behoren tot de adel van koninkrijk. In de 19e en 20e eeuw leverde het geslacht veel burgemeesters. Anno 2024 is er nog één stamhouder.
Ernestus Jodocus Rudolphus van Grotenhuis van Onstein, heer van Sterkenburg, Liauckama, Lulemaborg, ‘t Veenhuis en Rouwenberg (1775-1847) trouwde in 1795 met Henrietta Arnolda Lucia Maria van Harinxma thoe Heeg, vrouwe van Onstein (Vorden) (1774-1861) waarna nakomelingen de familienaam Van Grotenhuis van Onstein aannamen.
In 1993 leefde nog een mannelijke telg, de chef de famille, gevestigd, net als zijn zus, in Brussel. Daarna kreeg hij naast twee dochters een zoon, de vermoedelijke opvolger als chef de famille.

## Enkele telgen
Jhr. Ernestus Jodocus Rudolphus van Grotenhuis van Onstein, heer van Sterkenburg, Liauckama, Lulemaborg, ‘t Veenhuis en Rouwenberg (1775-1847); trouwde in 1795 met Henrietta Arnolda Lucia Maria van Harinxma thoe Heeg, vrouwe van Onstein (1774-1861) 
- Jhr. Rudolphus Joannes Antonius van Grotenhuis (1798-1880), generaal-majoor cavalerie, commandant van Amsterdam
  - Jhr. Rudolph Balthasar Marie Elco van Grotenhuis (1847-1922), burgemeester
  - Jhr. August Ernest Marie Bruno van Grotenhuis (1848-1911), burgemeester
    - Jhr. Henri Marie Joseph Franciscus Edmundus van Grotenhuis (1890-1920), burgemeester
    - Jhr. Rudolf Maria Jozef Franciscus Liberatus van Grotenhuis (1900-1991), burgemeester
- Jhr. Engelbertus Tiberius Josephus Arnoldus van Grotenhuis van Onstein (1800-1886), burgemeester
- Jhr. Titus Elco Joannes Henricus van Grotenhuis van Onstein (1811-1884), belastingontvanger
  - Jhr. Titus Rudolf Johan Baptist van Grotenhuis van Onstein (1847-1927), burgemeester
    - Jhr. Titis Willem Marie an Grotenhuis van Onstein (1890-1964), notaris
      - Jhr. Elco Lodewijk Johannes Maria van Grotenhuis van Onstein (1927-1991), ambtenaar van het Nederlandse ministerie van Buitenlandse Zaken; vestigde zich in België
        - Jhr. ir. Elco Titus Jozef Marie van Grotenhuis van Onstein (1961), directeur onderneming, in 1993 gevestigd in Brussel, sinds het overlijden van zijn vader chef de famille

  - Jhr. Alexander Engelbert Joseph van Grotenhuis van Onstein (1848-1927), burgemeester
- Jkvr. Marianna Ruberta Bernardina Antonia van Grotenhuis van Onstein, vrouwe van Onstein (1814-1848), laatste vrouwe van Onstein uit het geslacht Van Grotenhuis; trouwde in 1839 met Abraham Adriaan Stoop (1818-1876), stamvader van een van de adellijke takken van het geslacht Stoop